# KSz – Kőszeg und Jurisicz
Die Dampflokomotiven KŐSZEG und JURISICZ waren Tenderlokomotiven der Lokalbahn Kőszeg–Szombathely (KSz), einer privaten Bahngesellschaft Österreich-Ungarns.
Die beiden Lokomotiven wurden 1883 von der Maschinenfabrik Christian Hagans in Erfurt an die KSz geliefert. Sie erhielten die Namen KŐSZEG und JURISICZ.
Die Südbahngesellschaft (SB), die 1883 bis 1911 den Betrieb auf der KSz führte, reihte die Maschinen als Reihe 101 mit den Betriebsnummern 1–2 KSz ein.
Die Maschinen kamen 1911 an die MÁV, die ihnen die Reihenbezeichnung 282 gab, sie aber schon 1916 und 1917 verkaufte.